# Steingarden
Steingarden är en kulle i Antarktis. Den ligger i Östantarktis. Norge gör anspråk på området. Toppen på Steingarden är 2 304 meter över havet, eller 106 meter över den omgivande terrängen. Bredden vid basen är 1,4 km.
Terrängen runt Steingarden är huvudsakligen platt, men norrut är den kuperad. Trakten är obefolkad. Det finns inga samhällen i närheten.